# Зумри
Зумри (фр. Zoumri) — деревня и супрефектура в Чаде, расположенная на территории региона Тибести. Входит в состав департамента Восточное Тибести.

## География
Деревня находится в северо-западной части Чада, в центральной части плоскогорья Тибести, в долине (вади) Энери-Зимри, на расстоянии приблизительно 1042 километров к северо-северо-востоку (NNE) от столицы страны Нджамены.

Климат Зумри характеризуется как аридный жаркий (BWh в классификации климатов Кёппена).

## Население
По данным официальной переписи 2009 года численность населения Зумри составляла 3258 человек (1625 мужчин и 1633 женщины). Дети в возрасте до 15 лет составляли 44,1 % от общего количества жителей супрефектуры.